# Biały terror w Hiszpanii

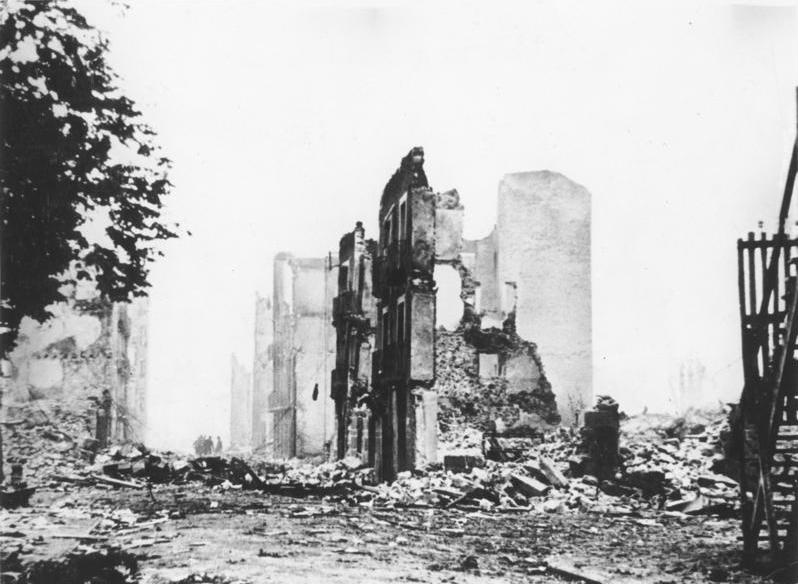
Ruiny Guerniki po zbombardowaniu miasta przez Legión Cóndor

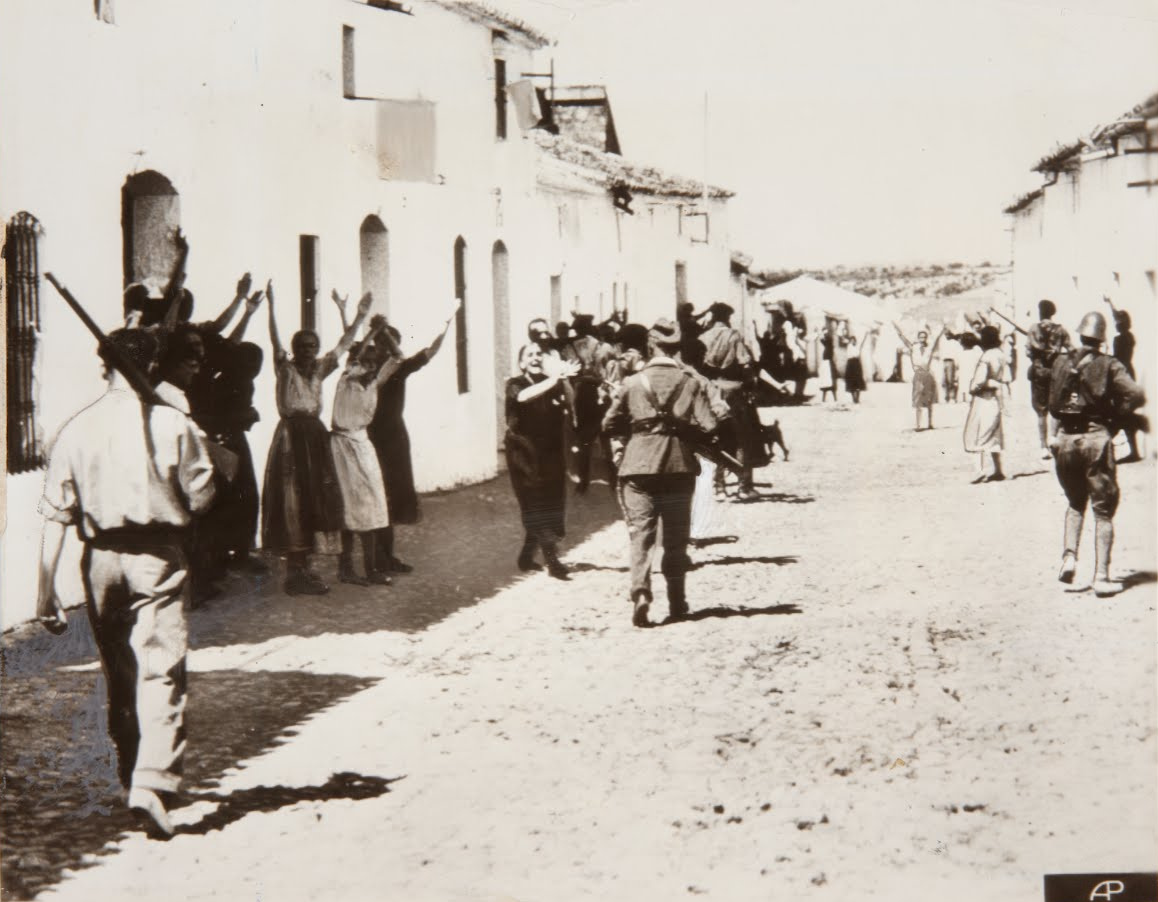
Kobiety proszą rebeliantów o ocalenie życia więźniom. Constantina, 1936

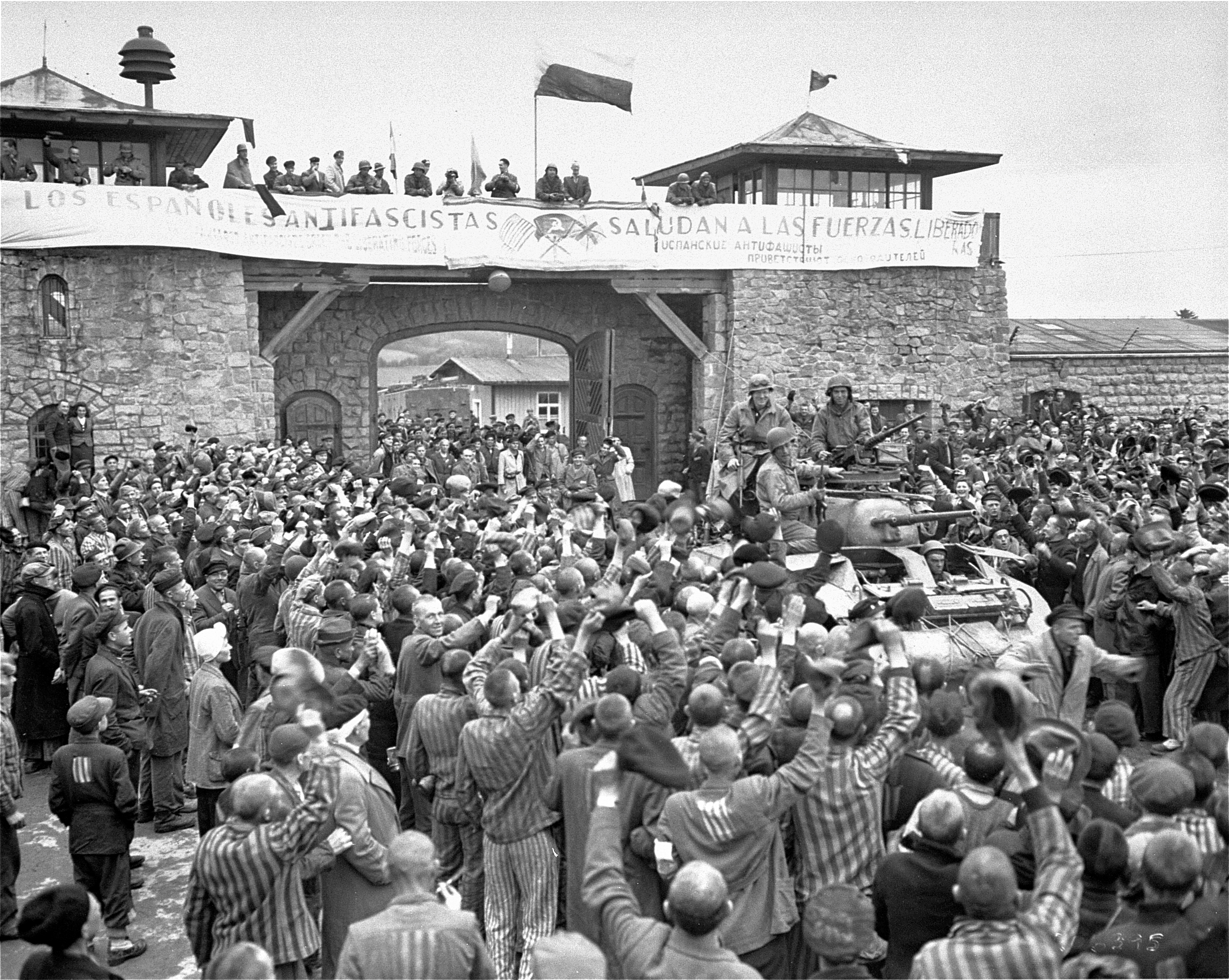
Hiszpańscy więźniowie witają 11. Dywizję Pancerną USA wyzwalającą obóz koncentracyjny Mauthausen, w tle baner w języku hiszpańskim „Hiszpańscy antyfaszyści witają wyzwolicieli”. 6 maja 1945.

Biały terror w Hiszpanii – termin odnoszący się do aktów przemocy, gwałtów, morderstw i innych zbrodni popełnionych przez hiszpańskich nacjonalistów w czasie hiszpańskiej wojny domowej i podczas dyktatury Francisco Franco. Masowe egzekucje rozpoczęły się na początku wojny domowej w lipcu 1936 i były kontynuowane po wojnie do 1945.
Liczba ofiar białego terroru jest obecnie przedmiotem debaty. Według różnych szacunków śmierć poniosło od 57 662 do nawet 400 000 ofiar. Amerykański katolicki autor Warren H. Carroll, poparł hiszpańskiego historyka Ramona Salasa Larrazábala w ocenie liczby ofiar białego terroru na 57 662, przy czym zaznaczył, że 22 641 ludzi zostało skazanych na śmierć po wojnie w uczciwych procesach, dlatego nie powinno uznawać się tego za ofiary, a słusznie skazanych. Doktor Paweł Skibiński na poniżej 60 tys. Przy czym zaznaczył, że podczas wojny biały terror zabił 30 tys. osób Inne wyliczenia mówią o 150 000, 200 000 i 400 000 ofiar.

## Tło
Druga Republika Hiszpańska została utworzona w dniu 14 kwietnia 1931, po abdykacji króla Alfonsa XIII. Rząd, kierowany przez prezydenta Niceto Alcalę-Zamorę, prowadził program daleko idących reform, w tym reformy rolnej, rozdziału kościoła i państwa, wprowadził prawo do rozwodu, prawo wyborcze dla kobiet (listopad 1933), wprowadził autonomię dla Katalonii i Kraju Basków (październik 1936). Część proponowanych reform była jednak zablokowana przez prawo i odrzucone przez radykałów. Radykalna prawica domagała się zaprzestania reform, anarchiści domagali się jeszcze bardziej radykalnych reform i likwidacji kapitalizmu. Republika była atakowana zarówno z prawej (nieudany zamachu stanu w 1932), jak i lewej strony (rewolucja w Asturii 1934). Republika odniosła także duże straty gospodarcze po Wielkim Kryzysie.
W lutym 1936 Front Ludowy (koalicja lewicy) wygrał wybory parlamentarne. W odpowiedzi na to, w dniu 17 lipca 1936, część armii zbuntowała się przeciwko demokratycznemu rządowi. Wojsko i popierający ją nacjonaliści wspomagani przez III Rzeszę i Włochy, ostatecznie zwyciężyli w 1939. Franco rządził krajem przez następne 36 lat. W tym okresie dochodziło do masowych represji, więźniowie polityczni trafiali do obozów koncentracyjnych, a homoseksualiści do szpitali psychiatrycznych.

## Biały terror
Biały terror rozpoczął się w dzień zamachu stanu, 17 lipca 1936. Doszło wówczas do setek morderstw na terenie kontrolowanym przez rebeliantów, złapani republikanie byli zabijani, dochodziło do licznych grabieży. Punktem kulminacyjnym terroru była masakra w Badajoz. Zginęło wówczas od 1 341 do 4 000 cywili i republikańskich żołnierzy. Bombardowaniu uległy hiszpańskie miasta takie jak: Madryt, Malaga, Almería, Lérida, Durango, Granollers, Alcañiz, Walencja, Barcelona. Większość z nich została zbombardowana przez włoski Aviazione Legionaria (liczbę ofiar bombardowań szacuje się na od 5 000 do 10 000 ludzi). Bombardowanie baskijskiej Guerniki przeszło do historii jako symbol okrucieństwa wojny.
Głównym celem terroru było przestraszenie ludności cywilnej, która sprzeciwiała się rebelii. Ofiarami czystek dokonywanych na obszarach kontrolowanych przez nacjonalistów była inteligencja, nauczyciele i liderzy związkowi. Do największych doszło w Grenadzie (od 26 lipca 1936 do 1 marca 1939) i w Kordobie, gdzie została wymordowana prawie cała elita niepopierająca frankistów. Z powodu masowego terroru w wielu obszarach kontrolowanych przez nacjonalistów tysiące republikanów opuściło swoje domy i próbowało ukryć się w pobliskich lasach i górach. Wielu z nich dołączyło do antyfaszystowskiej partyzantki. Setki tysięcy innych uciekło do obszarów kontrolowanych przez legalny rząd. W 1938 w Barcelonie było już ponad milion uchodźców. W przypadku ucieczek, nacjonaliści wykonywali wyrok na krewnych uciekiniera
Po zajęciu Francji przez nazistowskie Niemcy, Franco zachęcał hitlerowców do wysyłania przebywających tam republikanów do niemieckich obozów koncentracyjnych. 5 000 republikanów zostało wywiezionych do Dachau, inni do Buchenwaldu (w tym pisarz Jorge Semprún), Bergen-Belsen, Sachsenhausen, Auschwitz-Birkenau, Flossenbürga i Mauthausen-Gusen (5 000 z 7 200 hiszpańskich więźniów w Mauthausen zginęło).
Od czasu wprowadzenia dyktatury, dzieci działaczy republikańskich były masowo odbierane rodzicom, i przekazywane w ręce rodzin prawicowych lub do sierocińców prowadzonych przez kler, gdzie były wychowywane zgodnie z ideologią frankistowską (w propagandzie nazywane jako „edukacja moralna”). Taki los mógł spotkać od 30 do 40 tysięcy dzieci. W 1941 reżim wprowadził dekret, pozwalający wprowadzać do metryk fałszywe dane – odtąd rodziny dokonujące „adopcji” mogły być prawnie uznane za rodziców biologicznych. Początkowo „adopcji” dokonywano głównie na dzieciach strony republikańskiej, wkrótce jednak ofiarami handlu ludźmi stały się przypadkowe rodziny. Proceder trwał nawet po upadku dyktatury Franco. Szacuje się, że w ten sposób porwanych i sprzedanych mogło zostać kilkaset tysięcy dzieci. Rodzice często fałszywie informowani byli o śmierci dziecka, a współczesne ekshumacje dowiodły, że wiele z trumien rzekomo martwego dziecka nie zawiera nawet ciała. W handlu oraz porwaniach dzieci działaczy republikańskich uczestniczyły zakonnice, lekarze, księża, położne i urzędnicy.

## Postawa Kościoła katolickiego
Kościół katolicki w Hiszpanii współpracował z rebeliantami. Część przedstawicieli kleru katolickiego popierało biały terror, a część, mimo grożących im konsekwencji, potępiła zbrodnie (nacjonaliści zabili co najmniej 16 baskijskich księży). Aresztowano i deportowano setki księży, którzy nie poparli nacjonalistów.